# نور علي خليفة
نور علي خليفة المعروف أيضًا باسم نور علي خليفة روملو كان قائدًا عسكريًا إيرانيًا في أوائل القرن السادس عشر ومسؤول من قبيلة روملو التركمانية. شغل منصب حاكم أرزنجان خلال عهد الشاه الصفوي إسماعيل الأول (حكم 1501–1524). 
كان شخصية محورية في الأيام الأولى من المملكة الصفوية. كانت حملته على نطاق واسع في الأناضول في عام 1512، مع فرض قوات على الفور من الصوفيين من الطريقة الصفوية والتي تزامنت مع صعود سليم الأول (حكم 1512–1520) إلى العرش، واحدة من الحوادث التي أدت إلى معركة جالديران (1514). دخلت القوة الصفوية بقيادة نور علي خليفة عمق الأناضول، واستولت على بلدة توقاد ونهبتها، وقرأت فيها الخطبة باسم إسماعيل الأول، وتمكنت من هزيمة الجيش العثماني بقيادة سنان باشا الذي أُرسل خلفهم.
خلال معركة جالديران الحاسمة، كان نور علي خليفة ومحمد خان أوستاجلو قادة إسماعيل الأول (حكم 1501–1524) الذين كان لديهم خبرة مباشرة في طرق الحرب العثمانية. نصح كلاهما بالهجوم على الفور، من أجل منع العثمانيين من إقامة مواقعهم الدفاعية المناسبة، ولكن تم رفضهما بوقاحة من قبل دورميش خان شاملو. اعتبر دورميش خان أنه "من الجُبن أن يشارك في مواجهة عدو غير مستعد". اختار إسماعيل الأول أن يؤيد اقتراح دورميش خان شاملو في الهجوم وبالتالي سمح للعثمانيين بإعداد دفاعاتهم في وقت فراغتهم؛ مما ساهم في هزيمة الصفويين في جالديران.